# Dublin (Ohio)
Dublin is een plaats (city) in de Amerikaanse staat Ohio, en valt bestuurlijk gezien onder Delaware County en Franklin County en Union County.

## Demografie
Bij de volkstelling in 2000 werd het aantal inwoners vastgesteld op 31.392.
In 2006 is het aantal inwoners door het United States Census Bureau geschat op 36.565, een stijging van 5173 (16,5%).

## Geografie
Volgens het United States Census Bureau beslaat de plaats een oppervlakte van
54,7 km², geheel bestaande uit land.

## Plaatsen in de nabije omgeving
De onderstaande figuur toont nabijgelegen plaatsen in een straal van 12 km rond Dublin.

## Geboren
- Eric Brunner (1986), voetballer